# Gewassen inkt (etstechniek)
Gewassen inkt (gewassen inkt media) is een etstechniek die valt onder de grafische kunsten. Het is een vrij experimentele techniek waarbij gebruik wordt gemaakt van allerlei inkten, vernissen, coatings en andere substanties waarmee je dekkend kunt werken. Deze worden vervolgens aangelengd om de plaat meer of minder diep in te laten bijten. Er is weinig informatie over deze techniek te vinden online, net als alle technieken heb je een toxic (zinken plaat) en een non-toxic (koperen plaat) versie van deze techniek, hier wordt de non-toxic techniek besproken.
De techniek is een afgeleide van de stenciltechniek. Het grote verschil is dat de stenciltechniek heel erg beheerst is. Daar is het de gelei die wordt verdund, en de plaatsen waar hij het meest verdund is zijn uiteindelijk het lichtst afgedrukt, de dikste plaatsen het diepst ingebeten en dus het donkerst afgedrukt, bij deze techniek is het precies het tegenovergestelde. Maar het principe van verdunde inkt/gelei is hetzelfde. Het resultaat is echter helemaal verschillend.

## Proces

### Plaat behandelen
De plaat wordt op dezelfde manier voorbereid als voor het maken van een ets: de randen van de plaat worden afgerond en de plaat wordt opgeschuurd met een zeer fijn schuurpapier tot hij blinkt. Indien nodig (wanneer er oxidatie zichtbaar is) moet de plaat worden behandeld met een oplossing met azijnzuur. ( 80%, 100cc op 1 liter water) Hierna dient de achterkant van de plaat ontvet te worden en afgetapet/afgedekt te worden met vernis of enige andere laag van coating. Ook de voorkant moet uiterst zorgvuldig ontvet worden voor het gewenste resultaat: later wordt met water op de plaat gewerkt en vet is waterafstotend.

### Ontwerp overbrengen op de plaat
Het is moeilijk om een realistisch en gedetailleerd resultaat te bekomen, er wordt daarom vooral met vlakken en lijnen gewerkt waarbij het niet erg is dat ze wat in elkaar overlopen. Het makkelijkste is wanneer de grote lijnen van het ontwerp met een carbonpapier al wat over worden gezet op de plaat. Het idee van weggewassen inkt is dat hoe puurder de inkt/media hoe minder de plaat op deze plaatsen inbijt, en hoe verdunder hoe meer. Verdunnen gebeurt het beste met gedemineraliseerd water, maar gewoon water gaat ook. Veel van de substanties vloeien wat in elkaar over, maar er kunnen afbakeningen worden gecreëerd met vettigere substanties, waartussen met verschillende gradaties van verdunde inkten etc. kan worden gewerkt. Met al dit in gedachten is deze techniek gewoon een experiment. Er kunnen enorm veel materialen worden gebruikt, en met elk materiaal wordt een andere oppervlakte en korrel verkregen. Het is dus vooral het uittesten van de verschillende technieken en materialen wat belangrijk is.

### Inbijten
Nadat het ontwerp op de plaat is overgebracht dient deze enkele dagen aan de kant te liggen om uit te marmeren. Al het water moet verdampt zijn en de substanties in de plaat getrokken. Vervolgens wordt de plaat 1 à 2 uur, of langer, ingebeten in het zuur (hetzelfde zuur dat gebruikt wordt bij etsen) wanneer de plaat uit het zuur komt is het een bijna kraterachtig landschap. De producten dienen verwijderd te worden in een zeepbad. De plaat is nu hoogstwaarschijnlijk geoxideerd en dient dus opnieuw goed opgepoetst te worden met koperpoets. Daarna is hij gereed voor het drukken.

## Drukken
Er zijn veel drukmogelijkheden, een aantal wordt hier genoemd:
- Bij diepdruk wordt inkt over de gehele plaat aangebracht en in de groeven gewreven. vervolgens wordt overal aan de oppervlakte de inkt weer weggehaald zodat enkel die in de groeven achterblijft, dit wordt gedrukt (zie ets).
- Bij hoogdruk wordt met een rol enkel de oppervlakte van de plaat ingeinkt waardoor alles wat dieper ligt witruimtes zijn, net als bij linosnede.
- Bij tegendruk wordt een druk van een diepdruk gemaakt: dit is mogelijk door de techniek waarbij op verschillende plaatsen veel inkt is; dit wordt ook wel een geestdruk genoemd en wordt gemaakt door een licht vochtig blad omgekeerd op de -best ook nog vochtige- diepdruk te leggen en zo door de pers te rollen.
- A la pouppée is het gebruikmaken van verschillende kleuren die een voor een in de groeven worden gewreven waarna vervolgens, net als bij diepdruk, de oppervlakkige inkt wordt weggehaald.

## Extra
Wanneer later beslist wordt de plaat nog eens te bewerken of meer details toe te voegen is dat mogelijk door er nog een ets bovenop te maken, maar ook aquatints en droge naalden zijn mogelijk.